# Давньощелепні
Давньощелепні (Archaeognatha) — ряд первиннобезкрилих комах. До кінця 20-го століття групу включали до ряду Thysanura. Згодом було визнано, що ряд Thysanura є парафілетичним і його розділили на Archaeognatha та Zygentoma. Ряд Archaeognatha виник у девонському періоді (понад 400 млн років тому) і з цього часу його представники мало змінилися. Ряд є космополітичним; він включає приблизно 500 видів у двох родинах.

## Опис
Більшість видів мають довжину від 9 до 18 мм, вид Machilis ingens досягає загальної довжини близько 23 мм. Тіло вкрите переважно блискучою лускою, впадають в око великі складні очі, що сходяться посередині голови. Антени дуже довгі й можуть мати до 250 окремих сегментів. Також вражають довгі губні пальпи, які служать ротовим апаратом. З другого по дев'ятий сегменти черевця мають парний рухомий залишок кінцівки (стилус) і плоский коксоподит. Перші сім черевних сегментів також мають так звані коксальні пухирці, які утворюються парами й можуть бути вивернуті. На черевці є три довгі та багаточленні хвостові відростки, що складаються з парних церків і непарної кінцевої нитки.

## Спосіб життя
Трапляються переважно у вологих і кам'янистих місцях, наприклад, у припливній зоні моря або на скелястих схилах, на мохових подушках і під корою дерев. Харчуються водоростями, лишайниками та органічними речовинами.

## Родини
- Machilidae — 250 видів;
- Meinertellidae — 170 видів.[4]